# Femokracie
Femokracie (z latinského femina – žena a řeckého kratos – vládnout) je navrhovaná struktura státních institucí, ve které mají hlavní slovo femokratky či femokraté, tedy úředníci prosazující primárně „ženské“ záležitosti. Mnohdy je také vnímána jako protiváha neoliberalismu, snažící se o zmírnění dopadů volného trhu, globalizace či fiskálních škrtů na ženy a etnické menšiny, případně také další marginalizované komunity. Na rozdíl od obvyklých forem státního feminismu předpokládá rovněž maximální zapojení občanské společnosti do vládnutí, zejména pak úzkou spolupráci státní správy s neziskovými organizacemi.
V radikálnějších feministických kruzích je pak pojem femokracie užíván spíše jako označení pro nedemokratický či kvazidemokratický systém, ve kterém drží ženy významnou část politické moci a systém tak přirozeně vede ženy k tomu, aby ovládly a podmanily si muže, kteří jim mají přirozeně sloužit. Častěji je však pro tuto formu vlády užíván pojem gynekokracie.

## Název
Pojem „femokrat“, od kterého je označení „femokracie“ odvozeno, vznikl v Austrálii a označoval feministky či feministy na různých pozicích ve státní správě. Dnes je však pojem občas vnímán negativně – může jít o ironické označení pro úředníky, kteří mají za úkol pracovat pro ženy, ale ve skutečnosti se mnohdy starají jen o uklidnění či odvedení pozornosti feministek, které nejsou součástí státních struktur.
Přesto je tento pojem nadále užíván různými stranami, nejčastěji však stále ve spojení s Austrálií, příp. Kanadou.

## Implementace

### Afrika
Jako politicky významný bod v historii afrických žen lze považovat konferenci v Nairobi na konci Desetiletí pro ženy Organizace spojených národů. Důsledkem bylo zřízení několika institucí podporujících integraci a vzdělání žen v letech 1975 až 1985. Mezi nejvýznamnější patřilo například ATRCW (African Training and Research Centre for Women) nebo ARCC (African Regional Coordinating Comittee). Do konce tohoto desetiletí vytvořilo celkem 51 afrických zemí vnitrostátní instituce, které měly odstranit diskriminaci na základě pohlaví.

### Austrálie
Za významnou femokratku v Austrálii lze považovat Hester Eisensteinovou (absolventku Harvardu, původem z USA, NY), která se více než 8 let pohybovala v australské státní správě (přibližně mezi lety 1980 až 1989). Během svého tamního působení usilovala především o větší participaci žen (femokratek) ve státní správě. Na základě její spolupráce s australskými feministickými sdruženími se podařilo v Austrálii prosadit navýšení státem podporovaných mateřských škol a ženských center. Mimo jiné došlo k výrazným změnám v australské legislativě – především v oblasti zákonů týkajících se znásilnění a domácího násilí.

### Japonsko
Nejvýznamnější vládní organizací prosazující „ženskou“ agendu v této ostrovní zemi je Úřad pro genderovou rovnost (japonsky 男女共同参画局), který byl založen v roce 2001. Do té doby měl obdobnou činnost na starosti Ženský úřad (japonsky 女性局). Šlo o součást japonského ministerstva práce založenou roku 1947 (po vzoru Spojených států) americkou okupační správou. Jednalo se o jednu z mnoha organizací, které měly pomoci demokratizaci poválečného Japonska. Jedním z nejdůležitějších bodů její činnosti bylo prosazení zákona o Rovnocenné možnosti zaměstnání roku 1986, který byl hnací silou změny vnímání žen v japonské společnosti – do té doby byly tamější ženy vnímány obvykle jako pečovatelky o domácnost.

### Spojené státy americké
Z úřadů ve Spojených státech feministickou agendu na federální úrovni prosazuje zejm. agentura Women’s Bureau, která je od svého založení v roce 1920 součástí Ministerstva práce. Mimo aktivního vývoje programů pomáhajících k odstranění genderové nerovnosti se stará též o prosazení zákonů pro rovnost pohlaví klíčových.
Právě tato organizace byla klíčová pro otevření přístupu amerických žen k pozicím ve státní správě či k prosazení zákona Equal Pay Act, kterým bylo v roce 1963 zakázáno platově diskriminovat podle pohlaví.

## Kritika
V postkoloniálním období Afriky některé nezávislé státy projevovaly zájem o zlepšení statutu žen v politice, jak naznačuje nigerijsko-britská spisovatelka Amina Mamaová. Podle ní africké vlády zneužívaly genderové otázky k získání ekonomické podpory od vyspělejších zemí.
Femokracii popisuje jako autokracii fungující souběžně s patriarchální oligarchií, na které závisí její autorita, a již zároveň plně podporuje. Je protichůdná myšlence feminismu, která je v těchto státech chápána jako boj afrických žen za osvobození od různých forem útlaku.
Podle Aminy Mamaové se nejedná o funkční politickou strukturu a nevede ke zlepšení politického statutu žen.